# Кубински виреон
Кубинският виреон (Vireo gundlachii) е вид птица от семейство Vireonidae.

## Разпространение
Видът е разпространен в Куба.